# イトーヨーギョー
株式会社イトーヨーギョー（ITO YOGYO CO., LTD.）は、本店を神戸市灘区に置くコンクリート二次製品の製造、建築内装設備の設計、施工、維持管理を行う企業である。

## 事業所

### 本社・支店・営業所
- 大阪本部 - 大阪市北区中津6丁目3番14号
- 東京支店 - 東京都中央区日本橋3丁目8番7号
- 神戸営業所 - 神戸市中央区中山手通5丁目1番3号（登記上の本店）
- 岡山営業所 - 岡山県瀬戸内市長船町

### 工場
- 加西工場 - 兵庫県加西市
- 多紀製造所 - 兵庫県丹波篠山市

### 建築設備部
- 神戸 - 神戸市中央区
- 大阪 - 大阪市北区

## 沿革
- 1950年（昭和25年）12月 - 兵庫県明石市に建築資材の販売を目的として、株式会社伊藤商店を設立。
- 1953年（昭和28年）05月 - 商号を伊藤窯業建材株式会社に変更。
- 1958年（昭和33年）07月 - 高圧工業株式会社を吸収合併。
- 1962年（昭和37年）04月 - 高圧コンクリート工業株式会社に資本参加。
- 1963年（昭和38年）03月 - 神戸市灘区灘北通に灘社屋を建設し、本社機能を兵庫県明石市より移転。
- 1963年（昭和38年）11月 - 神戸市型マンホールの販売を開始。
- 1964年（昭和39年）06月 - エコー電研工業株式会社(旧　恒菱株式会社)に資本参加。
- 1966年（昭和41年）04月 - 商号を株式会社イトーヨーギョーに変更。
- 1967年（昭和42年）05月 - 岡山市に岡山営業所を設置。
- 1967年（昭和42年）09月 - バイコン製品の販売を開始。
- 1969年（昭和44年）12月 - 伊藤窯業株式会社に資本参加。
- 1971年（昭和46年）06月 - 冷熱部門を恒菱株式会社に営業譲渡。
- 1971年（昭和46年）08月 - 恒菱株式会社を子会社化。
- 1972年（昭和47年）09月 - 恒菱株式会社を通じ株式会社鈴木設備研究所に資本参加。
- 1981年（昭和56年）03月 - 岡山営業所を高圧コンクリート工業株式会社岡山工場(岡山県邑久郡長船町現　瀬戸内市)内に移転。
- 1987年（昭和62年）07月 - 輸入商品及び関連技術の全国への販売を開始。
- 1988年（昭和63年）04月 - ブーツ（マンホール用可とう継手）の販売を開始。
- 1990年（平成02年）05月 - 景観製品の販売を開始。
- 1992年（平成04年）03月 - 神戸市灘区友田町に本社機能及び神戸営業所を移転。
- 1993年（平成05年）03月 - 大阪市北区豊崎に大阪営業所を設置。
- 1995年（平成07年）04月 - 高圧コンクリート工業株式会社を吸収合併。
- 1996年（平成08年）03月 - 本店所在地を兵庫県明石市から神戸市灘区友田町に移転。
- 1996年（平成08年）03月 - 伊藤窯業株式会社を子会社化。
- 1997年（平成09年）01月 - 大阪市北区中津に大阪営業所を移転。
- 1997年（平成09年）04月 - 伊藤窯業株式会社を吸収合併。
- 1997年（平成09年）09月 - 大阪府貝塚市に物流センターを設置。
- 1999年（平成11年）01月 - 大阪証券取引所市場第二部に株式を上場。
- 2000年（平成12年）11月 - 大阪市北区大淀中に大阪営業所を移転。大阪営業部として営業部門を機能集約。
- 2000年（平成12年）12月 - 大阪市北区中津に大阪本部を設置し、本社機能を移転。
- 2001年（平成13年）02月 - 恒菱株式会社は株式会社鈴木設備研究所への資本参加を解消。
- 2001年（平成13年）12月 - 道路分野へのコンクリート二次製品及び常温ポリマーアスファルト合材の販売を開始。
- 2004年（平成16年）02月 - 東京都中央区日本橋に東京事務所を設置。
- 2006年（平成18年）06月 - 景観製品の製造・販売からの撤退。
- 2006年（平成18年）09月 - 物流センターを廃止。
- 2007年（平成19年）01月 - 子会社の恒菱株式会社を吸収合併。
- 2009年（平成21年）04月 - 大阪市北区中津に大阪営業部を移転。大阪本部と事務所統合。
- 2011年（平成23年）02月 - 本店所在地を神戸市灘区友田町から神戸市灘区灘北通に移転。
- 2013年（平成25年）07月 - 大阪証券取引所と東京証券取引所の現物株市場統合に伴い、東京証券取引所第二部に上場。
- 2024年（令和06年）06月 - 名古屋証券取引所メイン市場に上場。

## 主要株主
| 氏名又は名称               | 住所                       | 所有株式数 | 持株比率 |
| -------------------------- | -------------------------- | ---------- | -------- |
| 伊藤剛次                   | 兵庫県西宮市               | 765千株    | 21.45%   |
| 畑中千弘                   | 兵庫県西宮市               | 306千株    | 8.57%    |
| 伊藤泰博                   | 兵庫県西宮市               | 303千株    | 8.49%    |
| 畑中浩太郎                 | 兵庫県西宮市               | 167千株    | 4.68%    |
| 畑中雄介                   | 兵庫県西宮市               | 167千株    | 4.68%    |
| 伊藤友紀                   | 兵庫県西宮市               | 163千株    | 4.56%    |
| 栗岡千絵                   | 奈良県生駒市               | 163千株    | 4.56%    |
| 伊藤花枝                   | 兵庫県西宮市               | 93千株     | 2.60%    |
| イトーヨーギョー社員持株会 | 大阪市北区中津6丁目3番14号 | 58千株     | 1.62%    |
| 梅田照男                   | 京都府京丹後市             | 30千株     | 0.84%    |
| 佐藤友亮                   | 東京都世田谷区             | 30千株     | 0.84%    |

- 2011年3月 第62期 有価証券報告書より